# Frans Van De Velde (missionaris)
Pater Frans Van de Velde (Landskouter, 28 november 1909 – Lemberge, 22 februari 2002), was een Belgische pater oblaat die als missionaris werkte in het noorden van Canada bij de Eskimo's, die hem aanspraken met Ataata Vinivi.
Hij werd geboren als zoon van de burgemeester en jeneverstoker Arthur Van de Velde en Gabriëlla Lanens.
In 1937 vertrok hij voor zijn opdracht naar Canada, waar hij na een reis van bijna een jaar aankwam bij de Eskimo's van Pelly Bay, 320 km boven de poolcirkel. Hij werkte er bijna 50 jaar en was naast missionaris ook verpleegkundige, maar in werkelijkheid oefende hij het beroep uit van tandarts, dokter en verloskundige. Hij moedigde hen aan om ambachtelijk werk te verrichten. Hun snijwerk in ivoor werd verkocht als bron van inkomsten.

## Waardering
Ondertussen deed pater Van de Velde ook aan observatie van de levenswijze van de plaatselijke bevolking, bestudeerde hij de taal van de Inuit en ijverde hij ook voor hun welzijn en rechten binnen Canada. Zijn kennis werd achteraf doorgegeven aan antropologen en etnologen. De zelfgemaakte voorwerpen werden aan het Koninklijk Museum voor Midden-Afrika in Tervuren geschonken en zijn archief aan het Kadoc in Leuven.
Frans Van de Velde lag mede aan de basis van het Eskimomuseum in Churchill, Manitoba, en was een gewaardeerd medewerker aan allerlei wetenschappelijk onderzoek.
Waardering kreeg hij van de in Canada geboren Nederlandse prinses Margriet. In 1981, nog tijdens zijn leven, kwam zij een monument ter ere van hem inhuldigen in zijn geboortedorp Landskouter.
Op hoge leeftijd keerde hij terug naar België, waar hij een veelgevraagd spreker werd. Hij overleed in Lemberge en werd in zijn geboortedorp Landskouter begraven in het familiegraf.